# Eubasilissa sinensis
Eubasilissa sinensis är en nattsländeart som beskrevs av Schmid 1959. Eubasilissa sinensis ingår i släktet Eubasilissa och familjen broknattsländor. Inga underarter finns listade i Catalogue of Life.